# Gomilci
Gomilci este o localitate din comuna Destrnik, Slovenia, cu o populație de 54 de locuitori.